# キャロライン・ヘイウッド
キャロライン・ガートルード・ヘイウッド（Caroline Gertrude Heywood、1877年11月22日 - 1961年11月24日）は、米国聖公会から日本に派遣されたアメリカ人宣教師、教育者。川越で宣教活動をしたのち、30年以上に渡り、立教女学校（現・立教女学院）で教師を務め、日本の女子教育の発展に大きく貢献した。

## 人物・経歴
アメリカ合衆国マサチューセッツ州の出身。ニューヨーク州のヴァッサー大学を卒業後、婦人伝道師養成学校（New York Training School for Deaconesses）で神学を学ぶ。1904年（明治37年）にアメリカ聖公会婦人宣教師として日本を訪れる。川越で宣教活動を行ったのち、1907年（明治40年）には立教女学校（現・立教女学院）の英語の教師となる。1908年（明治41年）、立教女学校は高等女学校認可を申請し、私立立教高等女学校と改称する。その後、ヘイウッドは立教高等女学校副校長に就任した。ヘイウッド女史は、川越を離れても1913年（大正2年）に川越基督教会の教会堂建設計画についての願いと募金協力の呼びかけを田井正一司祭と共にThe Spirit of Missionsに投稿している。現在使用されている川越キリスト教会の礼拝堂はヘイウッドをはじめ、様々な人たちの努力と援助によってできたものである 
1923年（大正12年）、関東大震災により築地の立教高等女学校の校舎が焼失。立教大学（東京都豊島区池袋）に学校事務所を設け、滝乃川学園の校舎にて授業再開した。1924年（大正13年）、立教高等女学校は、ヘイウッド女史の尽力により、現在地の東京都杉並区久我山に土地を購入。木造仮校舎を建設して学校を移転する。1930年（昭和5年） J.V.W.バーガミニーの設計による新校舎（現在の高等学校校舎）及び講堂が完成。新校舎や講堂はヘイウッド女史の「生徒には与えうる最高のものを」をいう考えのもとに建設された。また、1932年（昭和7年）には、聖マーガレット礼拝堂が完成した。
ヘイウッド女史は30年余りも立教女学院の教育事業に費やしたが、1941年（昭和16年）、日米関係が悪化し、本国政府により米英人教員の帰国が指示される中、惜しまれながら日本を離れる。ヘイウッド女史がいよいよ学校を去る時、線路脇まで生徒が見送っている光景に、電車の運転手はわざと速度を落としてくれたという。帰国後、サンフランシスコ郊外で過ごし、その後日本を訪れることはなく、1961年（昭和36年）84歳の生涯を終えた。歴史的な建造物である立教女学院の高等学校校舎、講堂、聖マーガレット礼拝堂が戦災を免れたのは、米国に帰国したヘイウッド女史が空襲の対象とならないよう尽力したためといわれている。

## 川越基督教会の歴史典
1. 1 2  川越基督教会の歴史
2. ↑  舟橋正真「立教小学校の創設過程」『立教学院史研究』第15号、立教大学立教学院史資料センター、2018年、60-92頁、doi:10.14992/00016383。
3. ↑  立教女学院中学校・高等学校 教育環境
4. ↑  “温故知新で最先端の学びを校舎に取り入れる「立教女学院」”.   DIAMOND online. 2021年11月17日閲覧。